# Jean-Paul Beaulieu
Pour l’article homonyme, voir Beaulieu.
Jean-Paul Beaulieu (plus souvent prénommé Paul) (22 janvier 1902-14 novembre 1976) est un comptable agréé et homme politique fédéral et provincial du Québec.

## Biographie
Né à Saint-Paul-de-l'Île-aux-Noix dans le comté de Saint-Jean (aujourd'hui dans la région de Montérégie), Jean-Paul Beaulieu est le fils d'Alexandre-Josaphat Beaulieu (qui fut directeur de l’Académie commerciale catholique de Saint-Jean) et de Rose de Lima Dubois. Il étudie à l'Université de Montréal et à l'Université McGill. En 1929, il obtient un diplôme en sciences commerciales de McGill. En 1929, il fonde le bureau de comptables Beaulieu, Choquette et Dugré et devient représentant du Bureau des examinateurs de l'Ordre des comptables agréés à l'Université de Montréal.
Jean-Paul Beaulieu est élu député de l'Union nationale dans la circonscription provinciale de Saint-Jean—Napierville lors d'une élection partielle tenue en 1941, il est réélu dans Saint-Jean en 1944, 1948, 1952 et 1956. Durant sa carrière politique provinciale, il est ministre de l'Industrie et du Commerce de 1944 à 1960 dans les cabinets Duplessis, Sauvé et Barrette. Il est défait en 1960 et en 1962 par le libéral Philodor Ouimet.
Il est par la suite élu député du Parti progressiste-conservateur du Canada dans la circonscription fédérale de Saint-Jean—Iberville—Napierville en 1965, mais est défait dans Saint-Jean en 1968. Durant sa carrière fédérale, il est porte-parole de son parti en matière d'Industrie de 1966 à septembre 1967.
Comme homme politique, Beaulieu se serait démarqué par ses talents d'orateur et de critique économique. On lui attribue un rôle particulièrement dynamique dans le développement de sa circonscription de Saint-Jean et dans l'établissement des liens commerciaux du Québec avec l'étranger. Par ailleurs, il aurait joué un rôle notable dans le choix du fleurdelysé comme drapeau du Québec,.
Il décède à Montréal à l'âge de 74 ans.
| Année | Honneur              | Organisme              |
| ----- | -------------------- | ---------------------- |
| 1945  | Doctorat honorifique | Université de Montréal |
| 1951  | Doctorat honorifique | Université Laval       |
| 1955  | Médaille de vermeil  | Ville de Paris         |

## Archives
- Le fonds d'archives de J.-Paul Beaulieu est conservé au centre d'archives de Québec de Bibliothèque et Archives nationales du Québec[5].